# Llista d'integrals de funcions inverses de les funcions hiperbòliques
Tot seguit es presenta una llista de primitives de funcions inverses de les funcions hiperbòliques. Per consultar una llista completa de primitives de tota mena de funcions adreceu-vos a taula d'integrals
{\displaystyle \int \mathrm {arsinh} \,{\frac {x}{c}}\,dx=x\,\mathrm {arsinh} \,{\frac {x}{c}}-{\sqrt {x^{2}+c^{2}}}}
{\displaystyle \int \mathrm {arcosh} \,{\frac {x}{c}}\,dx=x\,\mathrm {arcosh} \,{\frac {x}{c}}-{\sqrt {x^{2}-c^{2}}}}
{\displaystyle \int \mathrm {artanh} \,{\frac {x}{c}}\,dx=x\,\mathrm {artanh} \,{\frac {x}{c}}+{\frac {c}{2}}\ln |c^{2}-x^{2}|\qquad {\mbox{(per }}|x|<|c|{\mbox{)}}}
{\displaystyle \int \mathrm {arcoth} \,{\frac {x}{c}}\,dx=x\,\mathrm {arcoth} \,{\frac {x}{c}}+{\frac {c}{2}}\ln |x^{2}-c^{2}|\qquad {\mbox{(per }}|x|>|c|{\mbox{)}}}
{\displaystyle \int \mathrm {arsech} \,{\frac {x}{c}}\,dx=x\,\mathrm {arsech} \,{\frac {x}{c}}-c\,\mathrm {arctan} \,{\frac {x\,{\sqrt {\frac {c-x}{c+x}}}}{x-c}}\qquad {\mbox{(per }}x\in (0,\,c){\mbox{)}}}
{\displaystyle \int \mathrm {arcsch} \,{\frac {x}{c}}\,dx=x\,\mathrm {arcsch} \,{\frac {x}{c}}+c\,\ln \,{\frac {x+{\sqrt {x^{2}+c^{2}}}}{c}}\qquad {\mbox{(per }}x\in (0,\,c){\mbox{)}}}